# 519 Сильванія
519 Сильванія (519 Sylvania) — астероїд головного поясу, відкритий 20 жовтня 1903 року Раймондом Смітом Дуґаном у Гейдельберзі.